# Hüsamettin Böke
Hüsamettin Böke (* 10. April 1910 in Istanbul; † 26. Dezember 1995 ebenda) war ein türkischer Fußballtorhüter, -schiedsrichter und -funktionär. Durch seine langjährige Tätigkeit für Vefa Istanbul und Fenerbahçe Istanbul wird er sehr stark mit diesem Vereinen assoziiert. Er war ein wichtiger Teil jener Vefa-Mannschaft, die in der Saison 1926/27 der İstanbul Futbol Ligi die Vizemeisterschaft holen konnte und damit eines der größten Erfolge der Vereinsgeschichte erreichte. Mit Fenerbahçe, bei welchem er den Höhepunkt seiner Karriere erlebte, holte er zahlreiche Titel und war in einer Partie des Interkontinental-Derbys an dem Entstehen der großen Rivalität seines Vereins mit Galatasaray Istanbul beteiligt. Nach seiner Spielerkarriere arbeitete er als Fußballschiedsrichter.

## Spielerkarriere

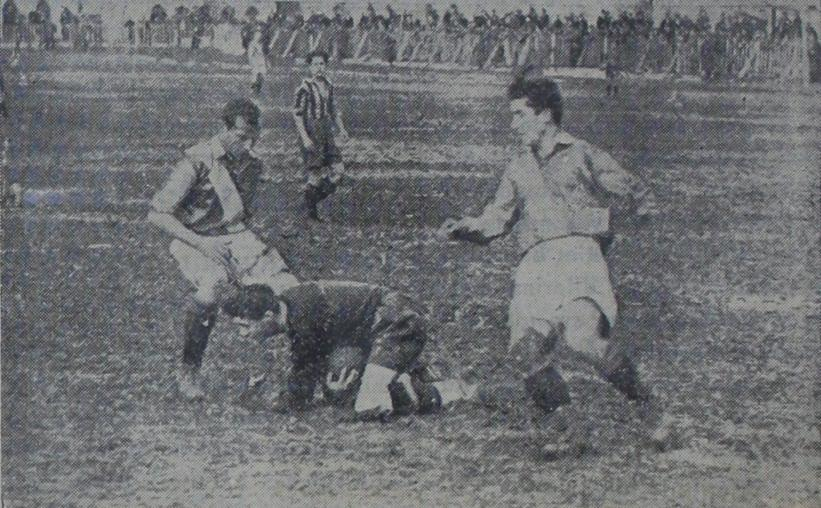
Böke während einer Parade im Derby vom 23. Februar 1934 zwischen Fenerbahçe und Galatasaray

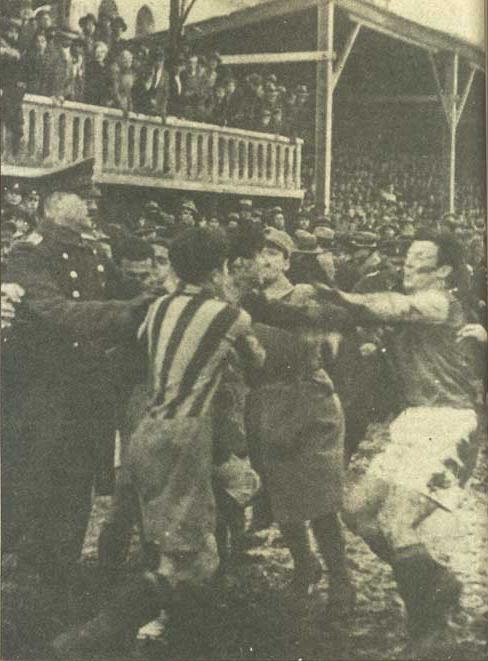
Szene aus der Massenschlägerei aus dem Derby vom 23. Februar 1934 zwischen Fenerbahçe und Galatasaray. Böke (Mitte) wird links von seinem Mitspieler Esat Kaner aufgehalten, während er versucht seinen Gegenspieler Lütfü Aksoy zu attackiert.

### Verein
Böke gehörte ab Anfang der 1920er dem Kader von Vefa Istanbul an und spielte mit diesem in der Partie İstanbul Ligi (dt. Istanbuler Liga). Da damals in der Türkei keine landesübergreifende Profiliga existierte, existierten stattdessen in den Ballungszentren wie Istanbul, Ankara und Izmir regionale Ligen, von denen die İstanbul Ligi (auch İstanbul Futbol Ligi genannt) als die Renommierteste galt. Mit diesem Verein wurde er in der Saison 1926/27 hinter Galatasaray Istanbul Vizemeister und war damit an einem der größten Erfolge der Vereinsgeschichte beteiligt.
Nachdem sein Verein im Sommer 1932 mit Kumkapı SK zu Vefa Kumkapı SK fusionierte, spielte Böke noch eine Saison für seinen Verein. Zur Saison 1932/33 wechselte er zum Traditionsklub Fenerbahçe Istanbul. Nachfolgend war Böke bis Mitte der 1930er Jahre ein fester Bestandteil der Mannschaft. Nachdem er mit seinem Team die Istanbuler Meisterschaft der Spielzeit 1932/33 holen konnte, gehörte er auch zu jener Fenerbahçe-Mannschaft, die in den Spielzeiten 1934/35, 1935/36 und 1936/37 drei Mal aufeinanderfolgend Istanbuler Meister werden konnte. Damit zog Fenerbahçe mit dem Erzrivalen Galatasaray gleich, der als erster Verein drei aufeinander folgende Istanbuler Meisterschaften holen konnte. Er war auch Teil jener Fenerbahçe-Mannschaft, die in der Saison 1937 aus der Millî Küme als Sieger hervorgehen, einer Art Meisterschaftsturnier an der die Mannschaften der drei Großstädte Istanbul, Ankara und Izmir teilnahmen.
Nach diesem erfolgreichen drei Spielzeiten blieb Böke zwar drei weitere Spielzeiten bei Fenerbahçe, konnte jedoch nur in der Spielzeit 1939/40 mit der Meisterschaft der Milli Küme nur einen weiteren Titel holen. Im Anschluss an diese Saison kehrt Böke zu seinem alten Verein Vefa zurück und spielte hier zwei weitere Spielzeiten lang.
Neben seiner erfolgreichen Zeit bei Fenerbahçe ging Böke durch eine andere Begebenheit in die Vereinsgeschichte ein. So war er einer der Hauptakteure eines Vorfalls, welches wiederum zum Zustandekommen der großen Rivalität zwischen Fenerbahçe und Galatasaray beitrug. In dem am 23. Februar 1934 in der Istanbuler Liga gespielten Derby zwischen beiden Vereine, auch als Interkontinentales Derby bezeichnet, kam es bis zur 60. Spielminute immer wieder zu harten und unfairen Zweikämpfen. Nach einem dieser Zweikämpfe zwischen Kadri Dağ und Tevfik Baha kam es nach dem Hinzukommen der Spieler Mehmet Reşat Nayır und Fikret Arıcan zu einem Handgemenge an dem schließlich die Spieler beider Mannschaften und wenig später auch einige Zuschauer teilnahmen. In dieser tumultartigen Massenschlägerei sprang Böke auf die Betreuertribüne und versuchte den Trainer der gegnerischen Mannschaft anzugreifen. Diese Aktion sorgte dafür, dass die Situation weiter eskalierte. Während vor dieser Partie beide Vereinspräsidenten über eine mögliche Fusion der Vereine verhandelten und sogar schon Statuten für den neuen Sportverein verfasst hatten, wurde dieses Vorhaben nach diesem denkwürdigen Derby vollständig verworfen und stattdessen eine bis heute andauernde Rivalität geboren.

### Nationalmannschaft
Böke begann seine Nationalmannschaftskarriere 1926 mit einem Einsatz für die türkische Nationalmannschaft im Testspiel gegen die rumänische Nationalmannschaft. Bis zum November 1932 absolvierte er zwei weiteres Länderspiele.
Mit der Türkischen Auswahl nahm Böke am Balkan-Cup teil.

## Trainerkarriere
Böke arbeitete nach seiner Schiedsrichterkarriere bei Fenerbahçe Istanbul als Vereinsfunktionär und bekleidete unterschiedliche Ämter wie das Amt des Managers. So war er als Vereinsvorstandmitlied (türkisch: Divan Kurulu) Fenerbahçes aktiv.

## Tod
Böke verstarb am 26. Dezember 1995 in Istanbul an den Folgen einer Herzinsuffizienz. Er wurde einen Tag später nach dem Mittagsgebet in der Istanbuler Galip-Paşa-Moschee auf dem berühmten Friedhof Karacaahmet beigesetzt.

## Erfolge
Mit Fenerbahçe Istanbul
- Meister der İstanbul Futbol Ligi: 1929/30, 1932/33, 1934/35, 1935/36, 1936/37
- Meister der Millî Küme: 1937, 1940
- İstanbul-Şildi-Sieger: 1933/34, 1937/38, 1938/39
- Sieger im Ankara Stadyum Kupası: 1936